# Матч всех звёзд лиги развития НБА
Матч всех звёзд Лиги развития НБА (англ. NBA G League All-Star Game) — ежегодный выставочный баскетбольный матч, проводимый Лигой развития НБА. Лига была основана в 2001 году как Лига развития национального баскетбола (National Basketball Development League (NBDL), в 2005 году турнир получил название Лига развития НБА (NBA Development League (D-League). Лига приняла своё нынешнее название в начале сезона 2017/18. Лига является официальной младшей лигой Национальной баскетбольной ассоциации.
Матч всех звёзд впервые был проведён в сезоне 2006/07 как часть Звёздного уикенда НБА. Матч проводится в субботу в том же городе, что и Матч всех звёзд НБА, однако игра проходит на другой арене.
Накануне Матча всех звёзд проходит Фабрика мечты Лиги развития (G League Dream Factory Friday Night) — мероприятие, которое включает в себя некоторые популярные конкурсы Звёздного уикенда НБА, такие как слэм-данк контест и соревнование по трёхочковым броскам. Пятница Лиги развития впервые была проведена в 2008 году перед вторым Матчем всех звёзд.

## Матч всех звёзд

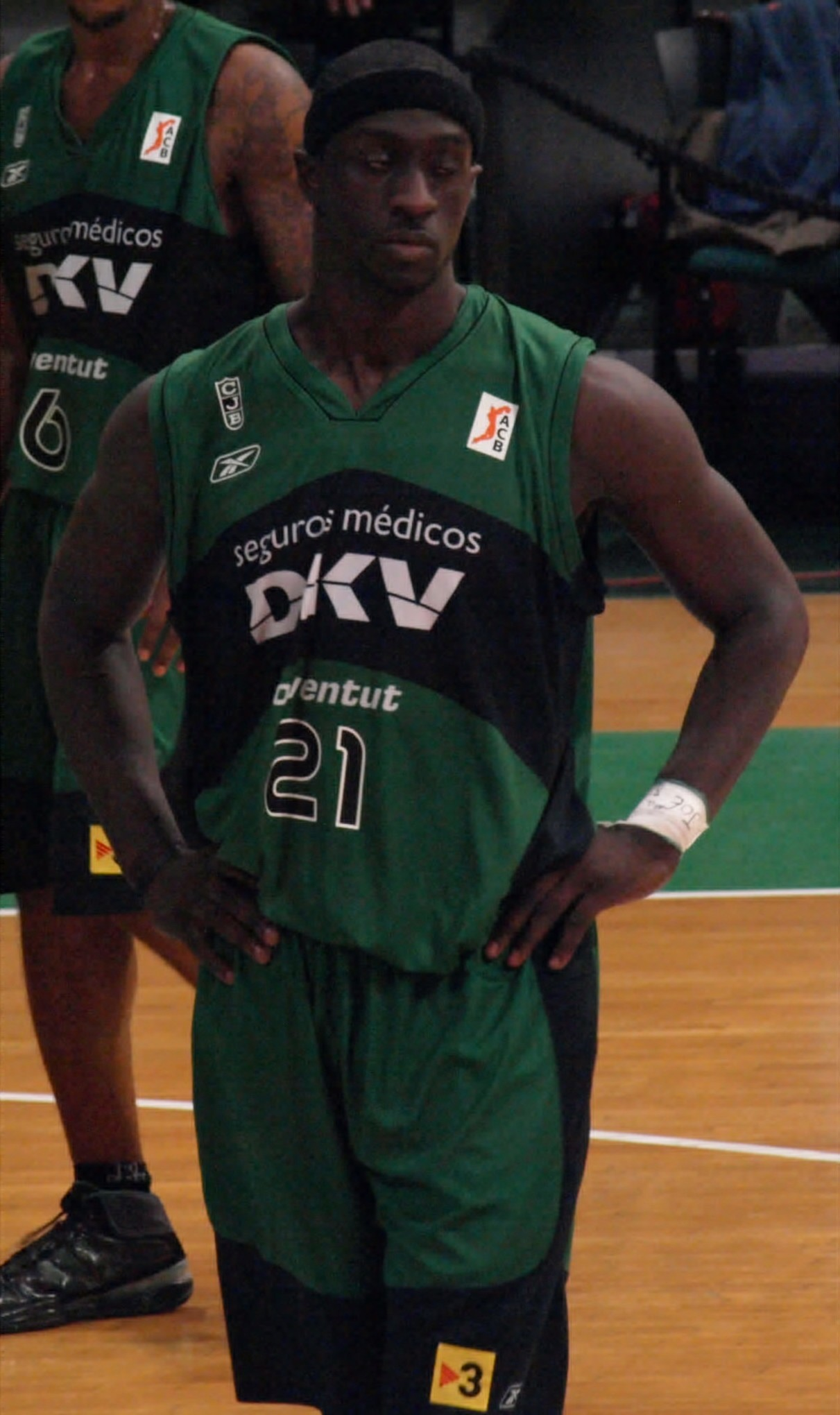
Попс Менса-Бонсу - MVP Матча всех звёзд Д-Лиги 2007 года.

В Матче всех звёзд Лиги развития НБА принимает участие 20 лучших игроков лиги, которых выбирают с помощью комбинации голосования болельщиков на официальном сайте лиги и голосования главных тренеров команд лиги. Игроки, которые выступают в НБА и имеют контракт с командой Лиги развития, могут быть выбраны на матч. Игроки, которые были выбраны тренерами и болельщиками, должны быть в активном составе команды Лиги развития во время Звёздного уикенда. Если игрок не может участвовать из-за травмы или отзыва его командой НБА, он будет заменён другим игроком. Стартовые составы выбирают главные тренеры. Тренерами команд Матча всех звёзд назначаются главные тренеры команд с лучшим процентом выигрышей в лиге за три недели до игры. Первые два матча игрались в четыре 12-минутных четверти, как в обычной игре НБА, Лиги развития и Матче всех звёзд НБА. Следующие стали проводиться в две 20-минутных половины, как в студенческом баскетболе и Матче новичков НБА.
Первый Матч всех звёзд Лиги развития НБА состоялся в Лас-Вегасе, Невада, во время Звёздного уикенда НБА 2007 года. Игроки были разделены на Восточный и Западный дивизионы. Восток выиграл с разницей 14 очков, а Попс Менса-Бонсу был назван MVP матча. Во втором и третьем Матч всех звёзд игроки были разделены на Синюю и Красную команды, так как в то время в лиге было три дивизиона. Джереми Ричардсон стал MVP в 2008, а Блейк Ахерн и Кортни Симс разделили награду в 2009 году. В 2010 году игроки были поделены на Восточную и Западную конференции после того, как лига перешла на деление по двум конференциям. Брайан Бутч, стал MVP того матча.
В 2018 году международный Матч вызова Д-Лиги (NBA G League International Challenge) заменил традиционную игру всех звёзд. В Матче вызова участвовала сборная, выбранная Федерацией баскетбола США из американских игроков Д-Лиги, против сборной Мексики. Американская сборная также приняла участие в отборочных матчах к Чемпионату мира 2019. Вместо Матча всех звёзд, лига объявила сборные лучших игроков середины сезона для каждой конференции.

### Результаты
| Год  | Результат                   | Арена                              | Город        | MVP                                                                               |
| ---- | --------------------------- | ---------------------------------- | ------------ | --------------------------------------------------------------------------------- |
| 2007 | Восток 114 - 100 Запад      | Mandalay Bay Resort and Casino     | Лас-Вегас    | Попс Менса-Бонсу (Восток, «Форт-Уэйн Флайерз»A)                                   |
| 2008 | Синие 117 - 99 Красные      | Ernest N. Morial Convention Center | Новый Орлеан | Джереми Ричардсон (Синие, «Форт-Уэйн Мэд Энтс»)                                   |
| 2009 | Красные 113 - 103 Синие     | Phoenix Convention Center          | Финикс       | Блейк Ахерн (Красные, «Дакота Уизардс») и Кортни Симс (Красные, «Айдахо Стэмпид») |
| 2010 | Запад 98 - 81 Восток        | Dallas Convention Center           | Даллас       | Брайан Бутч (Запад, «Бейкерсфилд Джэм»)                                           |
| 2011 | Восток 115 - 108 Запад      | Los Angeles Convention Center      | Лос-Анджелес | Кортни Симс (Восток, «Айова Энерджи»)                                             |
| 2012 | Запад 135 - 132 Восток      | Orange County Convention Center    | Орландо      | Джеральд Грин (Запад, «Лос-Анджелес Ди-Фендерс»)                                  |
| 2013 | Проспекты 139 - 125 Будущие | Sprint Arena                       | Хьюстон      | Трэвис Лесли (Проспекты, «Санта-Круз Уорриорз»)                                   |
| 2014 | Проспекты 145 - 142 Будущие | Ernest N. Morial Convention Center | Новый Орлеан | Роберт Ковингтон (Проспекты, «Рио-Гранде Вэллей Вайперс»)                         |
| 2015 | Будущие 129 - 94 Проспекты  | Barclays Center                    | Бруклин      | Андре Эмметт (Будущие, «Форт-Уэйн Мэд Энтс»)                                      |
| 2016 | Восток 128 - 124 Запад      | Ricoh Coliseum                     | Торонто      | Джиммер Фредетт (Восток, «Уэстчестер Никс»)                                       |
| 2017 | Восток 105 - 100 Запад      | Mercedes-Benz Superdome            | Новый Орлеан | Куинн Кук (Восток, «Кантон Чардж»)                                                |
| 2018 | Отменён                     | —                                  | —            | —                                                                                 |

↑  Выбран из «Даллас Маверикс»

## Фабрика мечты
Фабрика мечты Лиги развития — это серия конкурсов мастерства, впервые проведённая во время Звёздного уикенда НБА 2008 года. В настоящее время мероприятие включает в себя слэм-данк контест, соревнование по трёхочковым броскам и звёздный конкурс бросков. Конкурсы "горячий бросок" и H-O-R-S-E были отменены после 2008 и 2009 года, соответственно.

### Слэм-данк контест

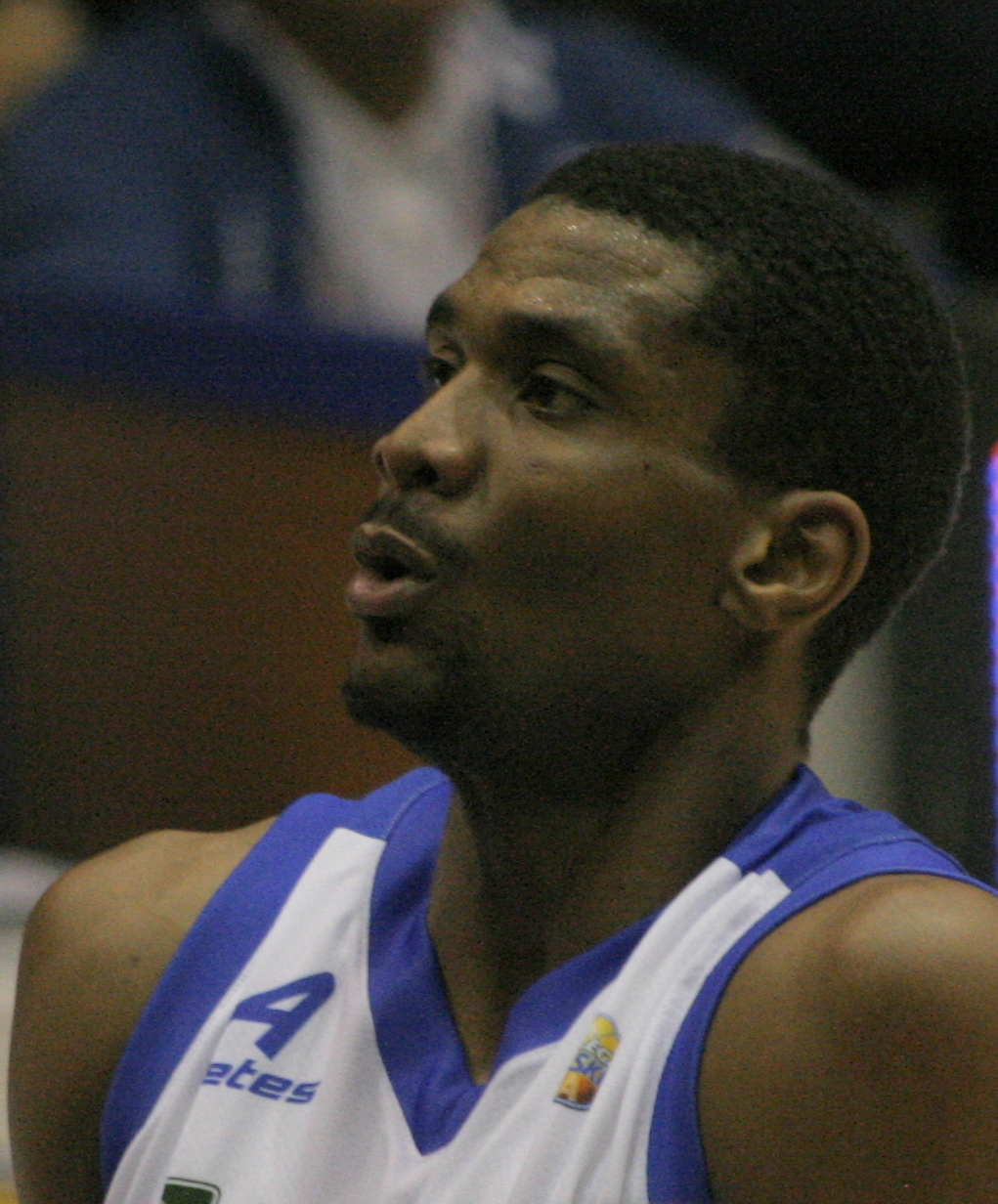
Джеймс Уайт - победитель слэм-данк контеста в 2009 году.

В конкурсе участвуют четыре игрока. В первом раунде каждый участник должен выполнить две попытки. Два участника с наивысшим балом выходят в финальный раунд, где выполняют ещё две попытки, чтобы определить чемпиона.
| Год  | Победитель                                |
| ---- | ----------------------------------------- |
| 2008 | Брент Петуэй («Айдахо Стэмпид»)           |
| 2009 | Джеймс Уайт («Анахайм Арсенал»)           |
| 2010 | Дар Такер («Лос-Анджелес Ди-Фендерс»)     |
| 2011 | Дар Такер (2) («Нью-Мексико Тандербёрдс») |
| 2012 | Л-Ди Уильямс («Спрингфилд Армор»)         |
| 2013 | Тони Митчелл («Форт-Уэйн Мэд Энтс»)       |
| 2014 | Тони Митчелл (2) («Форт-Уэйн Мэд Энтс»)   |
| 2015 | Джарвис Третт («Мэн Ред Клоз»)            |
| 2016 | Джон Джордан («Рэпторс 905»)              |
| 2017 | Трой Уильямс («Айова Энерджи»)            |

### Конкурс трёхочковых бросков

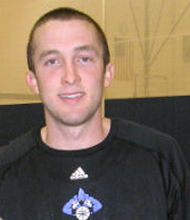
Блейк Ахерн - победитель конкурса трёхочковых бросков в 2009 году.

В конкурсе участвуют четыре игрока, которые пытаются за одну минуту сделать как можно больше точных трёхочковых бросков с пяти станций, расположенных по трёхочковой дуге из угла в угол. Первые четыре мяча первых четырёх станций стоят одно очко, пятый, специально окрашенный «денежный мяч», стоит два очка. На пятой станции два «денежных мяча». Два участника, набравшие наибольшее количество очков, выходят в финальный раунд, где выявляют победителя по той же схеме, что и в первом раунде.
| Год  | Победитель                                   |
| ---- | -------------------------------------------- |
| 2008 | Адам Харрингтон («Талса Сиксти Сиксерс»)     |
| 2009 | Блейк Ахерн («Дакота Уизардс»)               |
| 2010 | Андре Ингрэм («Юта Флэш»)                    |
| 2011 | Букер Вудфокс («Техас Лэджендс»)             |
| 2012 | Букер Вудфокс (2) («Техас Лэджендс»)         |
| 2013 | Маркус Лэндри («Рино Бигхорнс»)              |
| 2014 | И-Джей Синглер («Айдахо Стэмпид»)            |
| 2015 | Джарелл Эдди («Остин Спёрс»)                 |
| 2016 | Андре Ингрэм (2) («Лос-Анджелес Ди-Фендерс») |
| 2017 | Скотт Вуд («Санта-Круз Уорриорз»)            |

### Звёздный конкурс бросков
В конкурсе участвуют четыре команды по три игрока. Каждая команда должна сделать шесть бросков с шести позиций с растущей трудностью. На выполнение бросков у команд две минуты. Команда, которая забивает все шесть бросков за самое короткое время, выигрывает в соревновании.
| Год  | Победитель                                                                                                |
| ---- | --- |
| 2010 | Пэт Кэрролл («Айдахо Стэмпид») Трей Джилдер («Мэн Ред Клоз») Карлос Пауэлл («Альбукерке Тандербёрдс»)     |
| 2011 | Шейн Эдвардс («Нью-Мексико Тандербёрдс») Ориен Грин («Юта Флэш») Джереми Уайз («Бейкерсфилд Джэм»)        |
| 2012 | Маркус Блейкли («Су-Фолс Скайфорс») Кэмерон Джонс («Форт-Уэйн Мэд Энтс») Джерри Смит («Спрингфилд Армор») |

### H–O–R–S–E
Цель конкурса H–O–R–S–E состоит в том, чтобы набрать как можно меньше из пяти букв. Игроку даётся буква каждый раз, когда он не смог повторить бросок другого игрока. Каждому игроку даётся 24 секунды, чтобы сделать или повторить бросок (слэм-данки запрещены). Игрок, который не смог повторить пять бросков соперника, выбывает из соревнования. В конкурсе участвуют четыре игрока. Конкурс был отменён после 2009 года.
| Год  | Победитель                             |
| ---- | -------------------------------------- |
| 2008 | Лэнс Оллред («Айдахо Стэмпид»)         |
| 2009 | Уилл Конрой («Альбукерке Тандербёрдс») |

### Горячий бросок
В конкурсе участвуют четыре команды составленные из игроков Лиги развития и поклонников лиги. Команды должны набрать как можно больше очков с четырёх позиций за одну минуту. Фаны выполняют только одноочковый бросок из-под кольца, в то время как игрокам разрешены любые броски: одноочковый из-под кольца, двухочковый из пределов дуги, трёхочковый из-за дуги и пятиочковый с центра площадки. Две команды соревнуются одновременно на каждом конце площадки, а победитель выходит в финальный раунд. У поклонника команды-победителя есть возможность стать судьёй слэм-данк контеста. Конкурс был проведён только один раз, в 2008 году.
| Год  | Победитель                       |
| ---- | -------------------------------- |
| 2008 | Карлос Пауэлл («Дакота Уизардс») |